# 北极圈餐厅

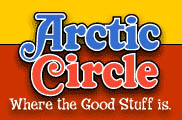
該餐廳的標誌

北极圈餐厅是位於美國猶他州米德維爾的一家售賣漢堡包和奶昔的連鎖快餐店。
截至2016年4月，該餐廳共有八十七家分店，約三分之一是由特許經營者擁有，三分之二由猶他州、愛達荷州、蒙大拿州、內華達州、俄勒岡州、華盛頓州和懷俄明州的加盟商擁有，當中約50％的餐廳位於猶他州。
該餐廳以發明道地調味品——油炸醬而聞名，該公司亦稱是最先發明和出售兒童餐的漢堡連鎖店。
此餐廳曾經在加利福尼亞州提供特許經營權，但現不再提供。

## 外部連結
- 官方网站